# Javier Martínez Calvo
Javier Martínez Calvo (Ólvega, Soria, 22 de diciembre de 1999), conocido deportivamente como Javi Martínez, es un futbolista español que juega como centrocampista en la S. D. Eibar de la Segunda División de España.

## Biografía
Nacido en Ólvega, Soria, Castilla y León, Martínez se formó en la cantera del C. A. Osasuna. El 2 de noviembre de 2016, con solo 16 años, hizo su debut con el Osasuna Promesas de Segunda División B, en la derrota en casa por 1-2 ante el Racing de Ferrol.
El 8 de septiembre de 2017, Martínez prorrogó su contrato hasta 2022. Marcó su primer gol en Segunda División B nueve días después, anotando el primero de su equipo en el empate 2-2 ante el C. D. Lealtad.
El 31 de mayo de 2019, Martínez hizo su debut profesional con el primer equipo del C. A. Osasuna en Segunda División, en una victoria por 3-2 sobre el Córdoba C. F..
El 19 de diciembre de 2020 debutó en Primera División, en un encuentro frente al Villarreal C. F. en el que acabaría con derrota por un gol a tres, donde jugaría apenas un minuto de encuentro. Unos meses más tarde, el 24 de abril de 2021, anotó su primer tanto en un triunfo por 3 a 1 ante el Valencia CF.
El 1 de septiembre de 2022, firma por el Albacete Balompié de la Segunda División de España, cedido por C. A. Osasuna para disputar la temporada 2022-23.
El 31 de enero de 2023, se hace oficial la cesión a la S. D. Huesca, tras romper su anterior cesión al Albacete Balompié.
El 23 de agosto de 2023, vuelve a ser cedido a la S. D. Huesca de la Segunda División de España, para disputar la temporada 2023-24.
El 8 de enero de 2025, rescinde su contrato con el equipo navarro que espiraba el 30 de junio de 2026 para, después marcharse libre a la S. D. Eibar de la Segunda División de España, firmando hasta el año 2027.

## Selección nacional
En 2018 hizo su debut con la selección sub-19.

## Clubes
| Club                       | País   | Año       | Liga       | Partidos | Goles |
| -------------------------- | ------ | --------- | ---------- | -------- | ----- |
| Osasuna B                  | España | 2017-2021 | 2.ªB y 3.ª | 76       | 5     |
| C. A. Osasuna              | España | 2019-2025 | 2.ª y 1.ª  | 51       | 3     |
| Albacete Balompié (Cedido) | España | 2022-2023 | 2.ª        | 8        | 0     |
| S. D. Huesca (Cedido)      | España | 2023-2024 | 2.ª        | 49       | 5     |
| S. D. Eibar                | España | 2025-     | 2.ª        | 16       | 0     |

Debut en 1.ª División: 19 de julio de 2020, C. A. Osasuna 2-2 R. C. D. Mallorca
| Temporadas en 1.ª | Partidos en 1.ª | Goles en 1.ª | Partidos en Copa | Goles en Copa | Internacional |
| ----------------- | --------------- | ------------ | ---------------- | ------------- | ------------- |
| 4                 | 41              | 2            | 10               | 1             | 0             |